# Szombathelyi zsinagóga
A szombathelyi zsinagógát 1880–1881 közt építették Ludwig Schöne tervei alapján. A zsinagóga a gyorsan fejlődő szombathelyi zsidó közösség legmeghatározóbb épülete volt. 1968-ban az épület a város tulajdonába került, 1975-től hangversenyteremként működik, a Savaria Szimfonikus Zenekarnak próbateremként és koncerthelyszíneként is otthona.

## Előzmények
1715-től a szombathelyi zsidóknak tilos volt a város falain belül letelepedni. A Batthyány család engedélyével az akkori Szőkeföld dülőn adódott számukra építési lehetőség, amit béreltek. Ez a terület ma a belváros Thököly utca és Rákóczi utca közötti részét képezi.
Az 1832-ben a község önállósult, és a pártfogójuk Battyhány Fülöp hercegtõl kapott telken templomot építettek, melyet 1836-ban megvásároltak. A mai Thököly utcában, a 46. számú házban működött a város első zsinagógája. A kapualjon túl, az udvaron ma is látható egy kút, alján friss vízzel, valószínűleg innen vezették a mikvébe a vizet. Az 1871-es vallási szakadás után – amikor a zsidó hitközség ortodoxokra és neológokra vált szét – a kongresszusi hitközség a régi templomot eladta, amit aztán az ortodoxok visszapereltek. A huzavona lezárulta után, 1890. május 1-én az ortodoxok végül visszakapták a Thököly utcai régi templomot, ami tulajdonukban maradt egészen 1956-ig. A rituális fürdőt viszont beszüntették.

## Története
A kongresszusi irányzatot követőek ettől kissé nyugatra kezdtek új zsinagóga építésébe. A területet a Batthyányaktól megvásárolták és 1880–1881 között Ludwig Schöne bécsi építész és a Kirchmayer Károly tervei nyomán felépítették. A helyszínrajzi elrendezést a városrendezési terv határozta meg, az építmények a II. Rákóczi Ferenc és Zrínyi Ilona utca találkozásánál kialakított kettős tengelyű Batthyány tér mentén helyezkedtek el. A tervezés 60 ezer, a kivitelezés pedig 130 ezer forintba került.
A szombathelyi zsinagóga hatszáz főnek épült, de az 1920-as évekre már kicsinek bizonyult.
A zsinagóga területe is része volt az 1944. május 9-étől június 29-ig működő szombathelyi gettónak. A gettó a város szívében, a Fő tér déli oldalától hátrafelé a Zrínyi utcáig terjedt, a Rákóczi Ferenc utca és az Aréna utca közötti térségben. Volt olyan időszak, amikor ezen a területen 2600 embert zsúfoltak össze. Első körben, 1944. május 9-12 között a Szombathelyi járáshoz tartozó zsidókat költöztették ide. A városból 1944. július 3-4-én 3600 embert deportáltak. 1949-ben a szombathelyi ortodox hitközség 97 taggal rendelkezett.
A hitközség utolsó rabbija dr. Horowitz József volt, aki 1939-ben a politikai légkör feszültségeit látva azt tanácsolta a hívőknek, hogy vándoroljanak ki. Ezt a tanácsot azonban kevesen fogadták meg.
A "nagy" zsinagógát a zsidó közösség 1968-ban adta el. Az adásvételt az akkori pártbizottság kezdeményezte. Egymillió forintot fizettek érte, ami akkoriban öt családi ház árával egyezett meg. Mélyen értéke alatt adták el, azonban a kicsiny zsidó közösség sem fenntartani, sem használni, sem felújítani nem tudta volna a tekintélyes épületet. A zsinagóga teteje akkoriban már berogyott. A kapott pénzt a zsidóság jórészt állami támogatás hiányában felélte és temetőjére költötte.
A zsinagóga 1975-től – belső átalakításokkal – hangversenyteremként áll a város polgárainak a szolgálatában. Falai között a Savaria Szimfonikus Zenekar előadásain kívül a Nemzetközi Bartók Szeminárium nyitókoncertjei, karmesterversenyek, valamint egyéb rangos rendezvények zajlanak.
A zsinagóga mellett a II. világháborúban elhurcolt zsidókért emlékezik meg a város egy emlékművel.
A zsinagóga szomszédságában áll a zsidó hitközség mai háza, a Batthyány tér 9. szám alatt, ahol egykor Országh László (1907–1984) filológus, szótáríró, egyetemi tanár, az angol nyelv és irodalom professzora született.

## Építészet
A zsinagógát Ludwig Schöne bécsi építész tervei alapján 1880-ban építették. A jelentős egyházi épületek Vas vármegyei tervezője mellett Kirchmayer Károly neve is szerepel az engedélyezési terven. 
A monumentális, akkortájt modernnek számító szombathelyi templom Magyarország első tornyos zsinagógáinak egyike. Stílusa a romantikából az eklektikába fonódó kor építészeti elemeit ötvözi. A bejárati előcsarnokot hármas boltozat fedte. A zsinagógai tér 16,15 x 19 m alapterületű volt, melyet három oldalról az öntöttvas oszlopokon nyugvó női karzat övezett.
A 600 ember befogadására alkalmas és orgonával is felszerelt zsinagóga belseje és külseje is egyaránt impozáns volt.
A templom külső díszítőelemei a keleti világot is idézik. A sokszög alakú hagymakupolás két torony, a csipkézett oromzatok, a kis bástyák, a gótikus ablakok és a klinkertégla homlokzatok együttese reprezentatív külsőt eredményezett.
A templom szomszédságában paplakot, irodát, tanácskozótermet, később még iskolát is építettek.
Az egykori celldömölki izraelita templom a szombathelyi zsinagóga építészeti hagyományait követte és annak a kicsinyített változata volt. A lengyelországi Bielsko-Biała elpusztult zsinagógája szintén a szombathelyi másolata volt.

### Bartók Terem
A hangversenyteremmé történt átalakítás során az eredeti bejáratot lezárták, a férőhely pedig 400 főre csökkent. Az 1990-es évek elején a zsinagóga volt főbejáratánál lévő toldalék épületet visszabontották, így az épület eredeti megjelenése helyreállt. A volt főbejárat azonban továbbra is zárva maradt.
2007 novemberében átadták a megújult Bartók Termet. A felújítása egy évig tartott. A munkálatok során a termet újrafestették, kicserélték a székeket, új fény- és hangtechnikát szereltek fel. Felújították a régi öltözőket és újakat építettek, az udvar alatt kamaratermet alakítottak ki.

## Galéria

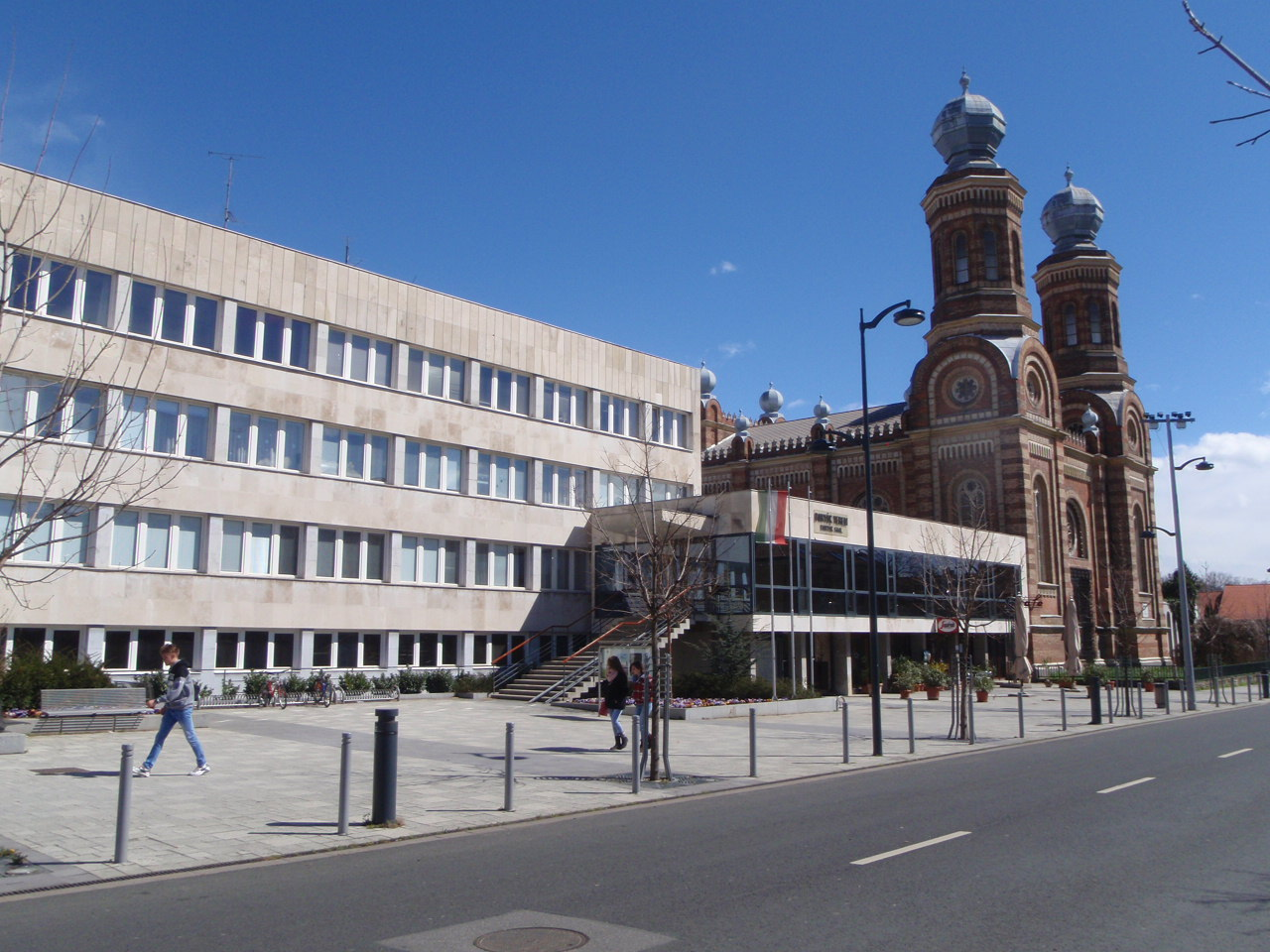
Zeneiskola és Zsinagóga
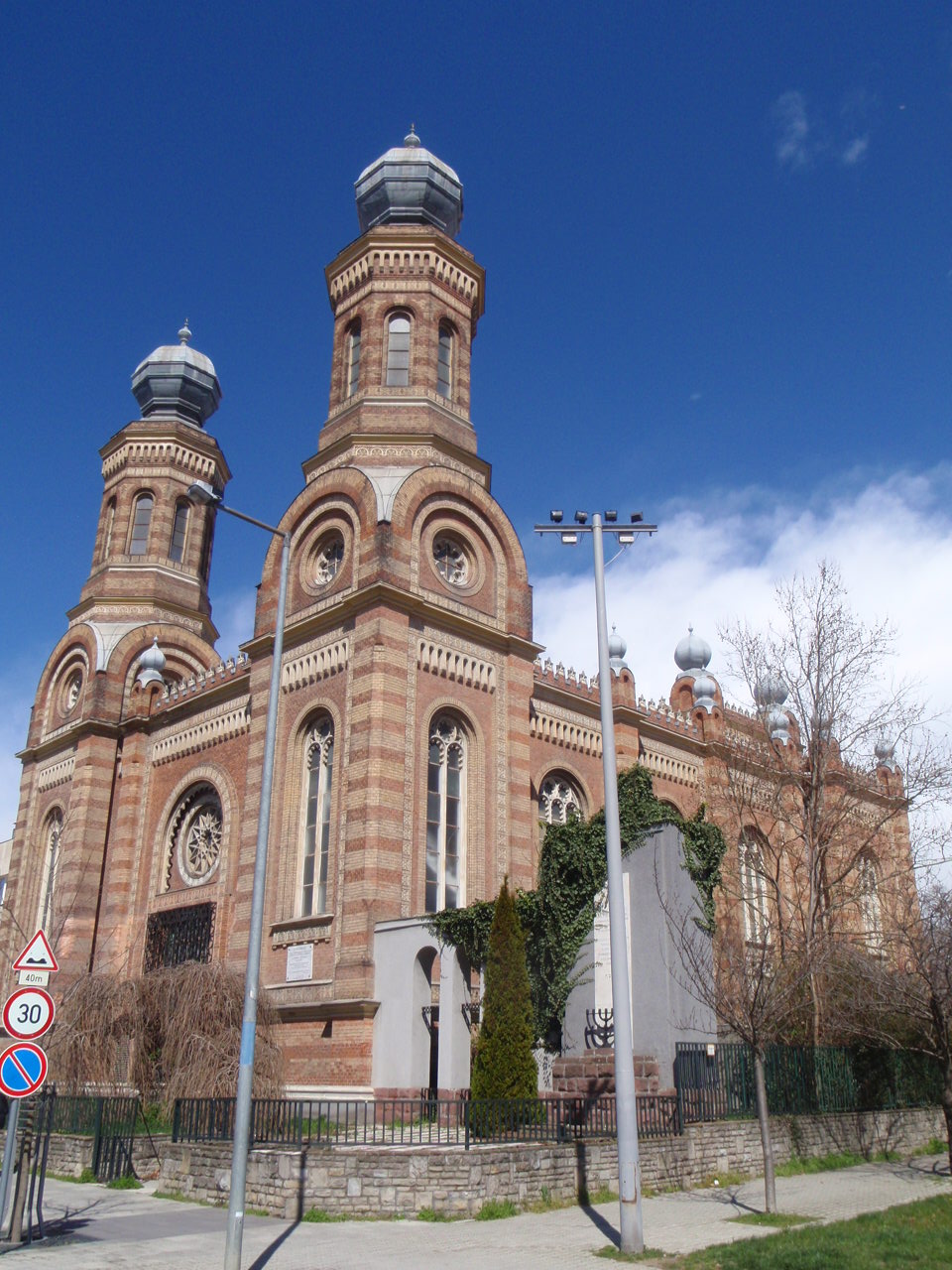
Zsinagóga a Batthyány tér felől
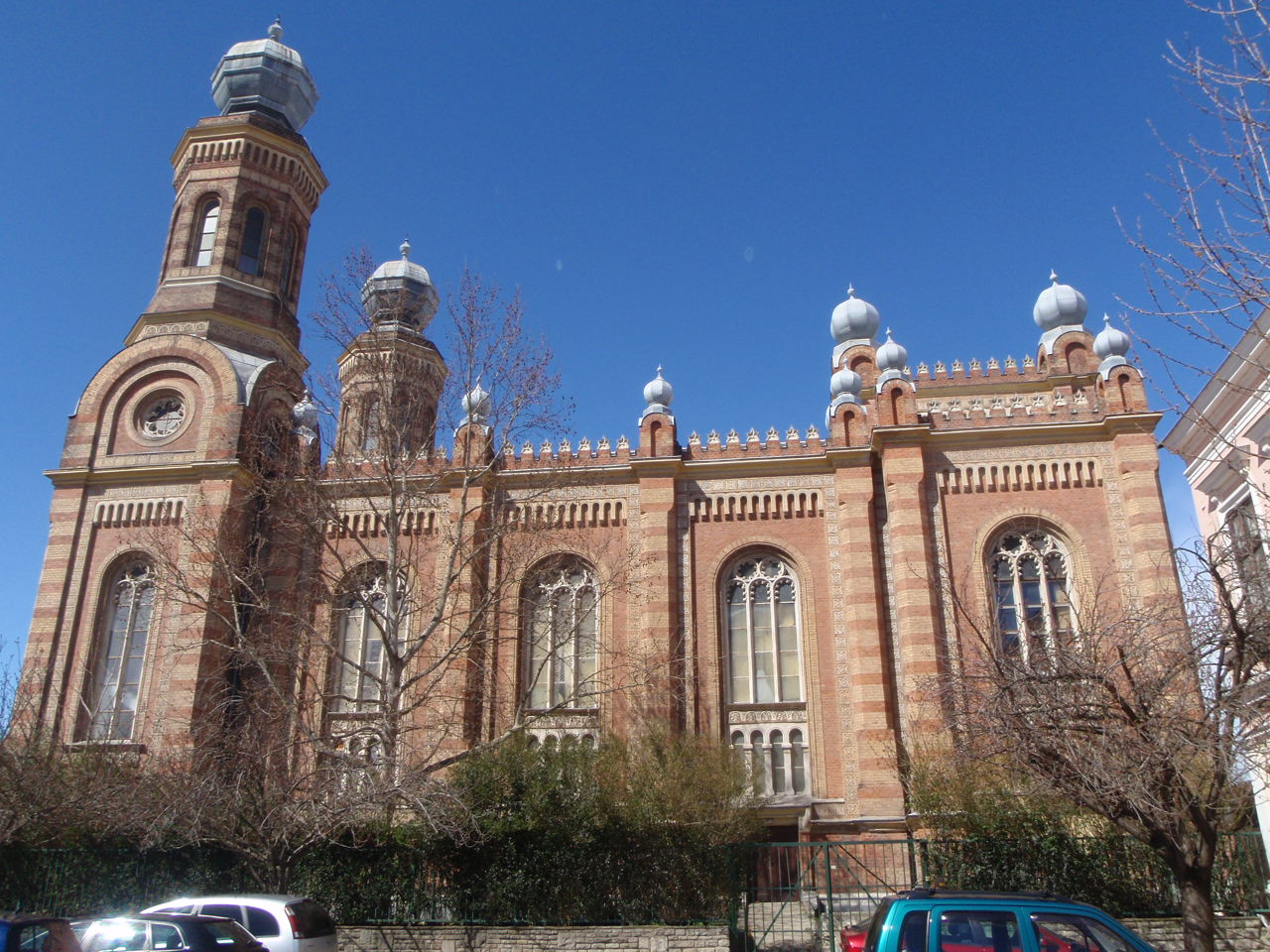
Zsinagóga déli homlokzata
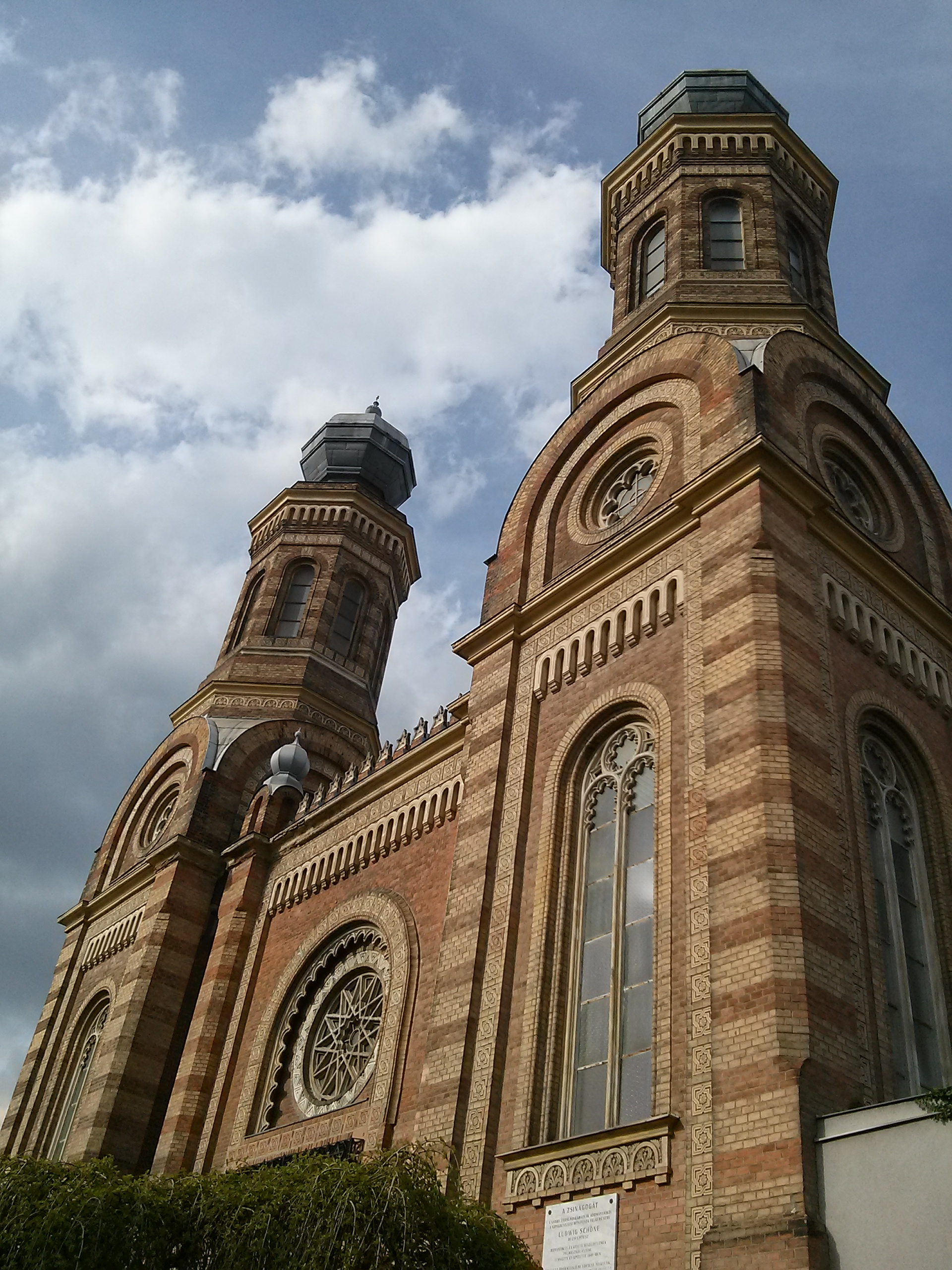
Zsinagóga
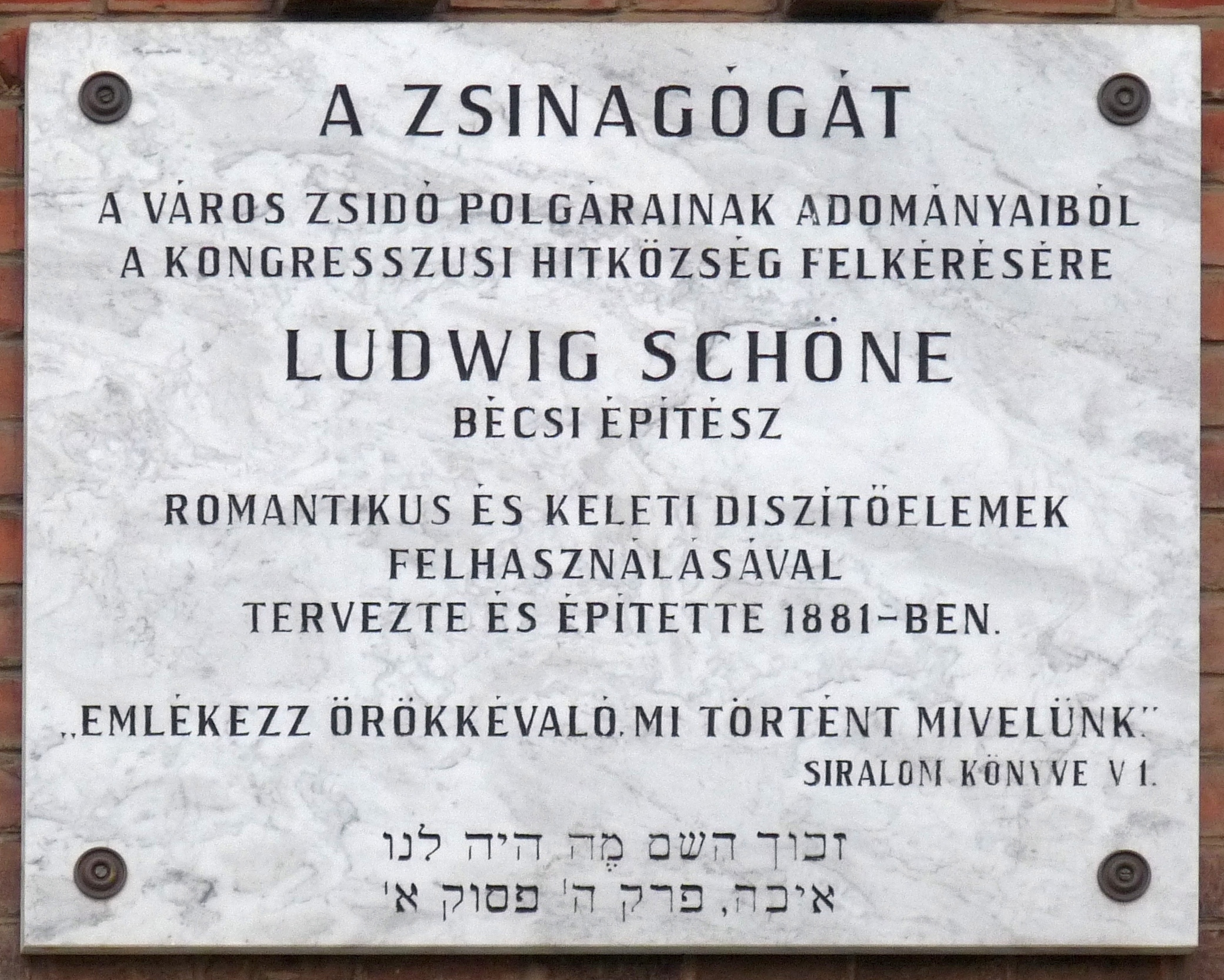
Emléktábla
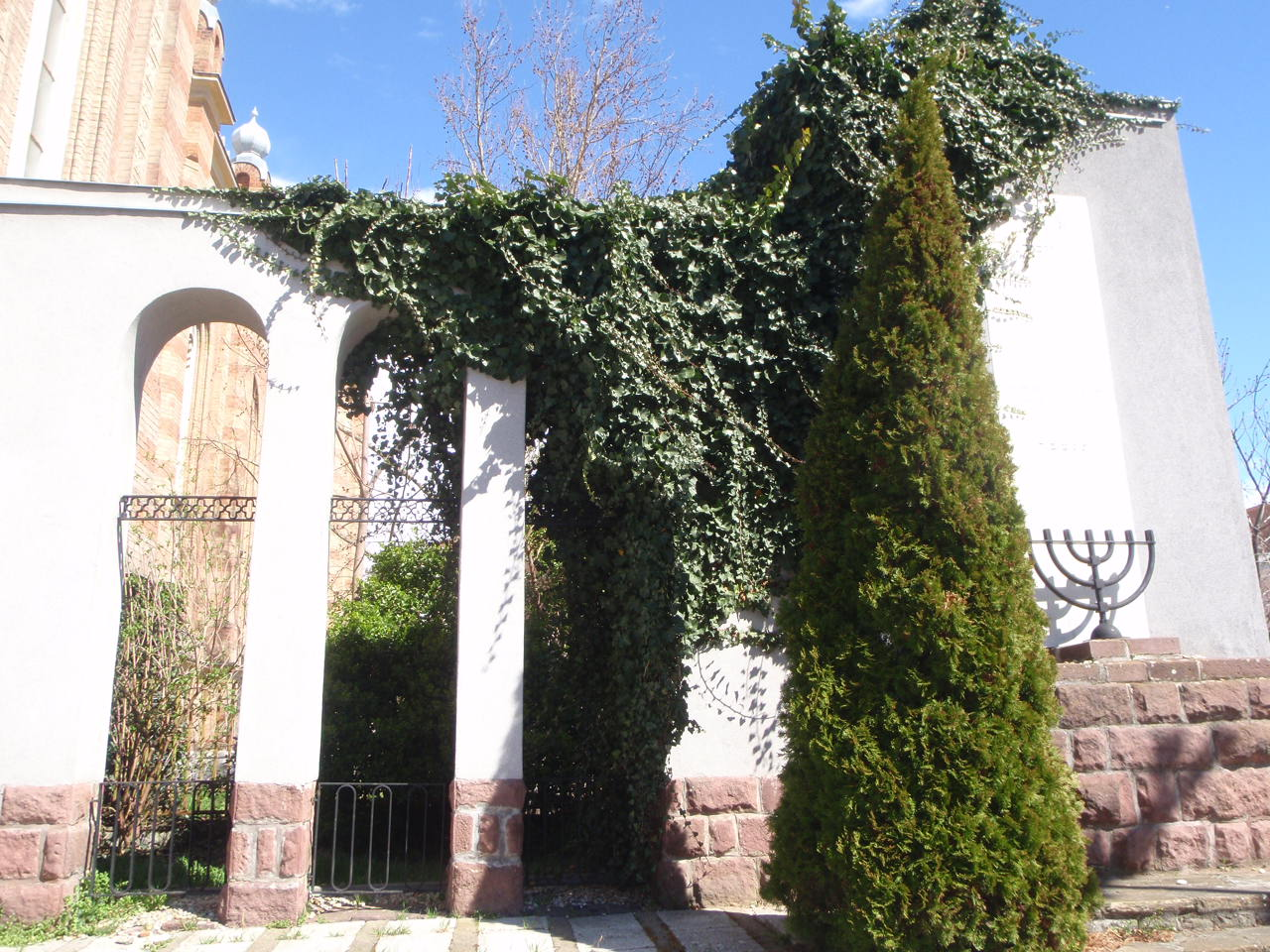
Zsidó emlékmű a Zsinagóga déli oldalán
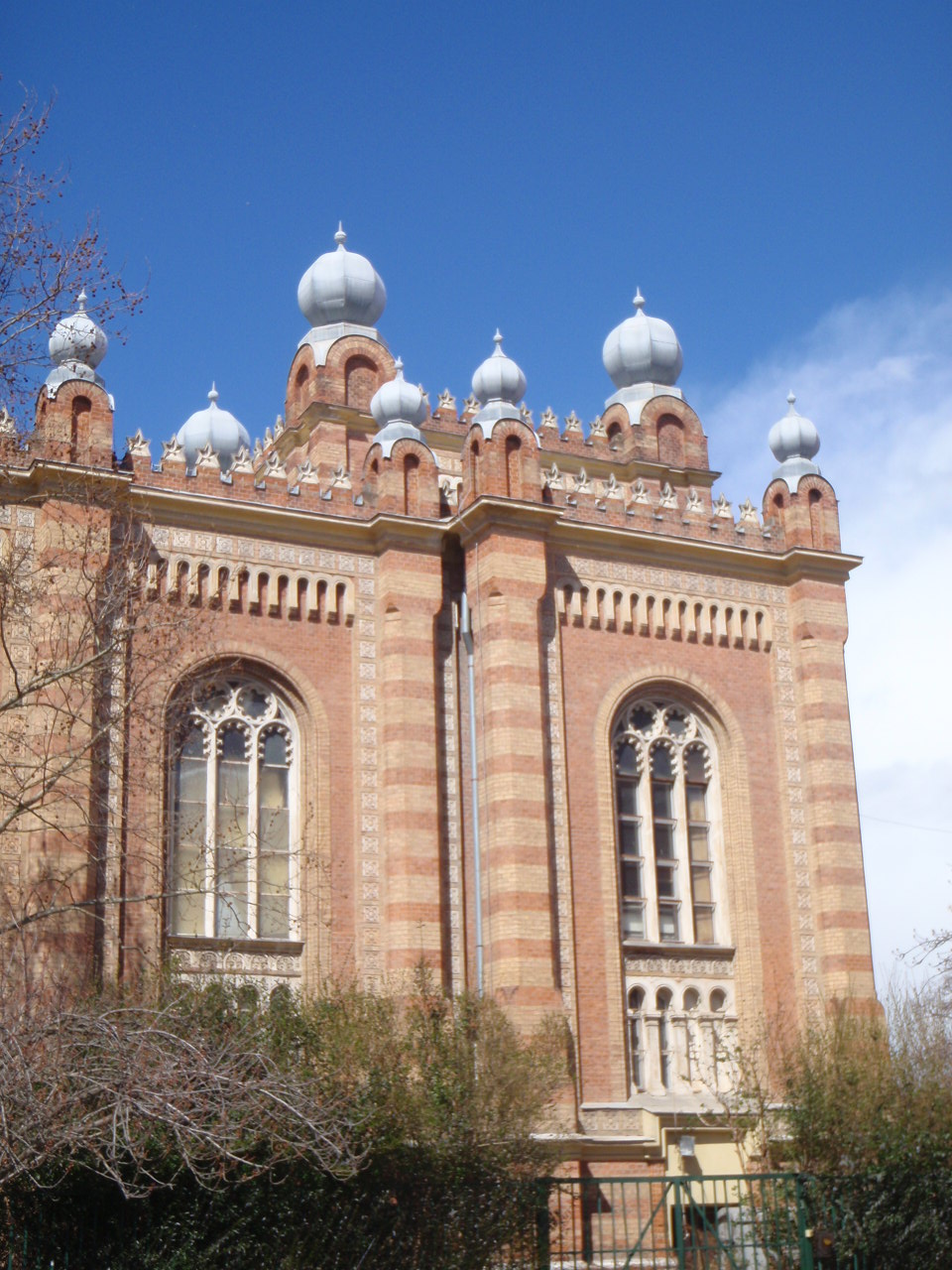
A zsinagóga tornyai
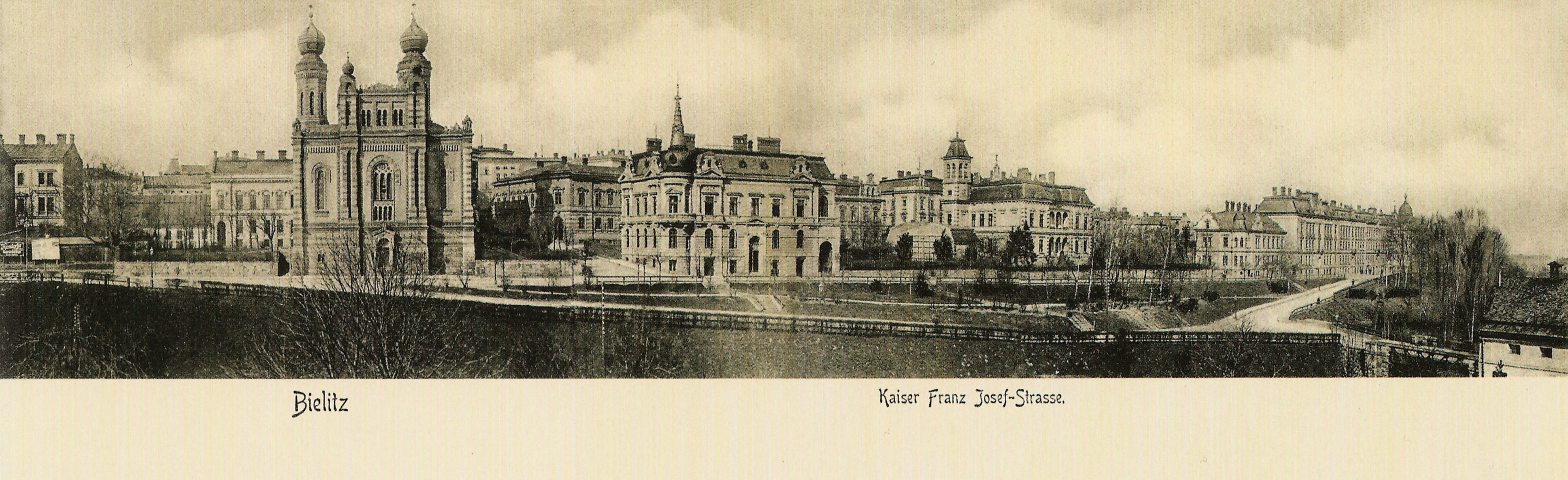
Bielsko-Biała elpusztult zsinagógája (1879-1939)